# Ippolito Tartaglino
Ippolito Tartaglino (Modena, 1539 c. – Napoli, 1582 c.) è stato un compositore e organista italiano.

## Biografia
Scarse sono le informazioni disponibili sulla vita del Tartaglino. Si sa che fu maestro di cappella presso la Basilica di Santa Maria Maggiore in Roma, succedendo a Giovanni Maria Nanino, e organista della Basilica di San Pietro in Vaticano. Si trasferì poi a Napoli dove fu organista presso la Basilica della Santissima Annunziata Maggiore. 